# Штрпед
Штрпед (итал. Sterpeto) је насељено место у континенталном делу Истарске жупаније у Републици Хрватској. Административно је у саставу Града Бузета.

## Становништво
Према задњем попису становништва из 2001. године у насељу Штрпед живело је 177 становника који су живели у 44 породична домаћинства.
Кретање броја становника по пописима 1857—2001.
| година пописа  | 1857. | 1869. | 1880. | 1890. | 1900. | 1910. | 1921. | 1931. | 1948. | 1953. | 1961. | 1971. | 1981. | 1991. | 2001. |
| бр. становника | 387   | 410   | 290   | 342   | 344   | 432   | 0     | 0     | 298   | 272   | 183   | 163   | 175   | 181   | 177   |

Напомена: У 1921. и 1931. подаци су садржани у насељима Бузет и Рачице. У 1857. и 1869. садржи податке за насеље Кајини и део података за насеља Мала Хуба и Перци.